# Municipis de Quintana Roo

Mapa dels municipis de Quintana Roo, on encara no estan definits els límits del nou municipi de Bacalar (010), segregat del d'Othón P. Blanco (004)

Llista de municipis de Quintana Roo.
L'estat mexicà de Quintana Roo s'organitza administrativament en deu municipis, essent el més nou el de Bacalar, creat el febrer de 2011:
| Codi | Municipi               | Superfície (km²) | Capçalera municipal    |
| ---- | ---------------------- | ---------------- | ---------------------- |
| 001  | Cozumel                | 647              | San Miguel de Cozumel  |
| 002  | Felipe Carrillo Puerto | 13.806           | Felipe Carrillo Puerto |
| 003  | Isla Mujeres           | 1.100            | Isla Mujeres           |
| 004  | Othón P. Blanco        | 11.599           | Chetumal               |
| 005  | Benito Juárez          | 1.664            | Cancún                 |
| 006  | José María Morelos     | 6.739            | José María Morelos     |
| 007  | Lázaro Cárdenas        | 3.881            | Kantunilkín            |
| 008  | Solidaridad            | 2.278            | Playa del Carmen       |
| 009  | Tulum                  | 2.040            | Tulum                  |
| 010  | Bacalar                | 7.161            | Bacalar                |
| 011  | Puerto Morelos         | 7.161            | Puerto Morelos         |